# Pentax K10D
La Pentax K10D è una fotocamera digitale reflex semi-professionale distribuita sul mercato italiano a partire dall'autunno 2006.
È stata sostituita nel 2008 come modello di punta della serie K dalla sorella maggiore K20D.
Fra le particolarità che caratterizzano la K10D sono da citare il sistema di riduzione del mosso (SR: Shake Reduction), che si basa su un sensore mobile, cosa che permette di stabilizzare qualsiasi ottica venga montata, e la tropicalizzazione. Il meccanismo di SR viene utilizzato anche per scuotere via la polvere dal sensore.
Interessanti anche la possibilità di combinare più esposizioni e la notevole compatibilità con ottiche manuali.
I modi di esposizione sono:
- Av: priorità di Apertura (diaframmi)
- Tv: Priorità dei Tempi
- P : Hyper program (hyper perché consente la variazione manuale)
- TAv: priorità tempi e diaframmi (varia la sensibilità ISO)
- Sv: priorità Sensibilità
- USER: consente di memorizzare un insieme di settaggi
- GREEN: totale automatismo
- Manual: esposizione manuale, Hyper manual perché consente di richiamare con un tasto l'esposizione programmata.
- X: Sincro X
- B: Bulb